# 馬利諾韋 (克羅列韋茨區)
馬利諾韋（烏克蘭語：Малинове）是烏克蘭東北部的舊村，曾經由蘇梅州的克羅列韋茨區負責管轄，距離奧特羅霍韋、扎布基涅和戈羅霍韋 (克羅列韋茨區)1.5公里，1986年人口10。